# Проспект Пархоменко (Санкт-Петербург)
Проспект Пархо́менко — проспект в Выборгском районе Санкт-Петербурга, названный в честь участника Гражданской войны А. Я. Пархоменко. Входит в муниципальный округ № 13 Светлановское.

## География
Проспект Пархоменко тянется с запада на восток от проспекта Энгельса до 2-го Муринского проспекта, пересекая улицу Орбели, Институтский проспект и Болотную улицу.

## История
Английский проспект в Лесном был назван по существовавшей там в начале XIX века ферме, которой управляли англичане.
15 декабря 1952 года Английский проспект был переименован в честь красного командира 14-й кавалерийской дивизии времен Гражданской войны в России Александра Яковлевича Пархоменко.

## Общественно значимые объекты

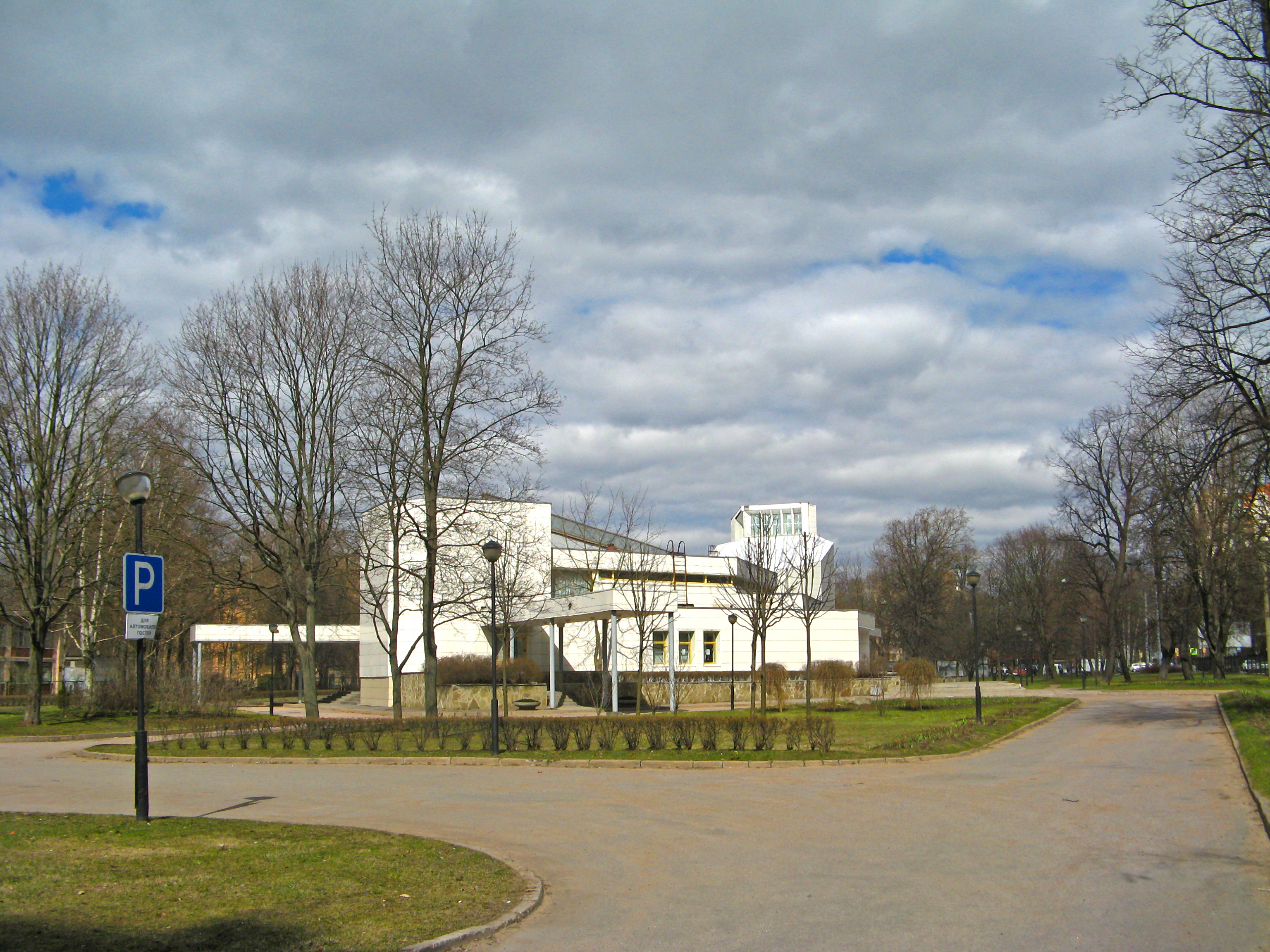
Дворец бракосочетаний Выборгского района на Институтском пр., вид от проспекта Пархоменко

Несмотря на то, что проспект не является крупной транспортной магистралью, на нем расположен целый ряд общественно значимых учреждений:

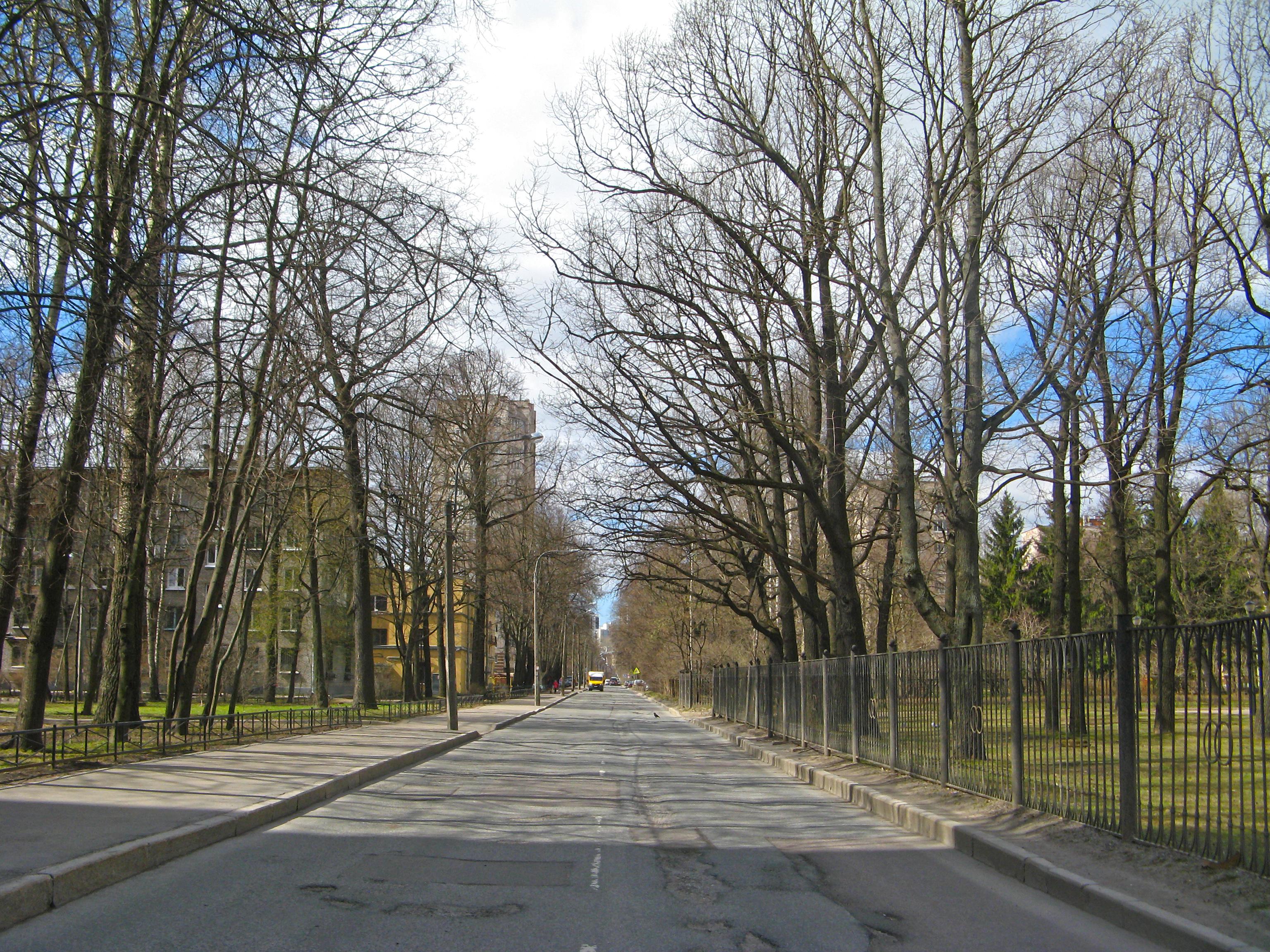
Проспект Пархоменко, вид на запад от Институтского проспекта

- дом 2 (проспект Энгельса, д. 13/2):
  - Санкт-Петербургское государственное бюджетное учреждение «Централизованная библиотечная система Выборгского района»[1].
  - Клиентский центр ПИБ (Планово-инвентаризационное бюро) «Северное» (Выборгский, Приморский, Калининский, Красногвардейский, Курортный, Кронштадтский районы) Государственного унитарного предприятия (ГУП) «Городское управление инвентаризации и оценки недвижимости» (ГУИОН)[2].
- дом 5 — общежитие офицеров ВМФ.
- дом 10 — спец. полк УГИБДД.
- дом 10a — бизнес-центр, в котором располагается головной офис компании «Reksoft», известной как основатель интернет-магазина Ozon.ru.
- дом 13 — налоговая инспекция Выборгского района (здание, возведенное для бывшей школы (1935 год), а затем размещавшее Выборгский районный отдел народного образования (РОНО); построено по проекту архитектора Н. А. Троцкого).
- дом 15 — Лечебно-реабилитационный комплекс Федерального государственного учреждения «Национальный медицинский исследовательский центр сердца, кровли и эндокринологии имени В. А. Алмазова» (ранее основное здание ФГУ «НИИ кардиологии им. В. А. Алмазова» Росздрава)[3]. В связи с вводом в строй нового основного комплекса зданий института в Удельной, старое здание на углу проспекта Пархоменко с главным фасадом по улице Орбели полностью реконструировано в начале второго десятилетия XXI века и получило название Лечебно-реабилитационный комплекс Центра[4].
- дом 17 — средняя школа № 117[5] с углублённым изучением химии и биологии, полностью обновленная в начале второго десятилетия XXI века.
- дом 16 — общежитие № 2 Санкт-Петербургского филиала ФГОБУ ВПО ГУМФ РФ (бывш. СПб ФЭК, филиал ФГОУ ВПО АБиК Минфина России).
- дом 18:
  - библиотека «Книга во времени» Централизованной библиотечной системы Выборгского района[6]
  - Отдел по вопросам миграции Управления МВД России по Выборгскому району Санкт-Петербурга[7][8]
  - Санкт-Петербургское государственное бюджетное учреждение Центр социальной помощи семье и детям Выборгского района Санкт-Петербурга, отделение профилактики безнадзорности несовершеннолетних № 2[9].
- дом 20 — 1-й этаж занимает детский психоневрологический диспансер Калининского и Выборгского районов.
- дом 21 — Санаторий-профилакторий Лесотехнического университета им. С. М. Кирова (под руководством главного врача А. А. Замигулова подразделение заняло все здание дома).
- дом 24/9 на углу улицы Орбели Санкт‑Петербургское государственное учреждение «Жилищное агентство Выборгского района».
- дом 28 — Центр детского развития «Светлана»[10].
- на углу Институтского проспекта и проспекта Пархоменко находится Дворец бракосочетаний Выборгского района.
- дом 29 — кожно-венерологический диспансер Выборгского района.
- дом 30 — детская поликлиника.
- дом 43 — профессиональное техническое училище «Невский политехнический лицей».

## Транспорт
Ближайшие станции метро — «Площадь Мужества», «Лесная», «Удельная», «Пионерская».
Остановки трамваев (№ 20, 21, 40)  и автобусов (№ 86, 98) «Проспект Пархоменко» находятся на Т-образном перекрёстке в месте примыкания проспекта Пархоменко к основной магистрали Выборгского района — проспекту Энгельса.
До 2022 года на участке от проспекта Энгельса до Институтского по проспекту ходили маршрутные такси, но после транспортной реформы движение общественного транспорта было прекращено, поскольку маршрутки были упразднены.